# Juliusz Pietrachowicz
Juliusz Romuald Pietrachowicz (ur. 7 stycznia 1923 w Brześciu nad Bugiem, zm. 2 listopada 2017) – polski puzonista, profesor Akademii Muzycznej im. Fryderyka Chopina (obecnie Uniwersytet Muzyczny Fryderyka Chopina) w Warszawie.

## Życiorys
Syn Antoniego. Chcąc podjąć naukę gry na instrumencie dętym, wstąpił mając 14 lat (w 1937) do wojska. Tam jako elew 82 Syberyjskiego Pułku Piechoty im. T. Kościuszki w Brześciu nad Bugiem rozpoczął naukę gry na puzonie pod kierunkiem sierżanta Stefana Śmigulskiego. Tuż po wybuchu II wojny światowej trafił do obozu jenieckiego Armii Czerwonej, skąd po paru dniach udało mu się uciec do rodzinnego Brześcia, gdzie podjął pracę muzyka w orkiestrze straży pożarnej. Pierwszego dnia ataku Niemiec na Związek Radziecki wraz żołnierzami radzieckimi trafił do niemieckiego obozu jenieckiego. Po kilku dniach udało mu się uciec. Wrócił do Brześcia, gdzie zaczął uczęszczać na prywatne lekcje do profesora Trofima Kudriaszowa.
W 1945 wstąpił do II Łużyckiej Dywizji Artylerii pod dowództwem generała Benedykta Nestorowicza, z którą przemierzył szlak bojowy. W latach 1945–1953 uczył się w Państwowej Średniej Szkole Muzycznej i Państwowej Wyższej Szkole Muzycznej, pod kierunkiem prof. Jana Wróblewskiego. W tym samym czasie, w latach 1945–1950, służył w Orkiestrze Reprezentacyjnej Wojska Polskiego jako podoficer zawodowy. W lutym 1950 podjął pracę w Filharmonii Warszawskiej na stanowisku drugiego puzonisty. Od 1951, po sukcesie na konkursie w Berlinie, pracował tam już jako pierwszy puzonista-solista. Pracował na tym stanowisku przez następne 26 lat. Otrzymał II nagrodę na konkursie w Berlinie.
Od 1950 był częstym solistą na antenie Polskiego Radia. W 1953 uzyskał dyplom z odznaczeniem Państwowej Wyższej Szkoły Muzycznej w Warszawie. Jako solista stał się autorem prawykonań kilkunastu utworów polskich i zagranicznych kompozytorów, w tym Kazimierza Serockiego, T. Paciorkiewicza, W. Friemanna, Cz. Grudzińskiego, B. Konowalskiego, Sz. Laksa, Leonida Lubowskiego, których utwory częstokroć były dedykowane Pietrachowiczowi. W 1958 uzyskał stypendium Ministerstwa Kultury i Sztuki, przebywał w Paryżu, Moskwie i Leningradzie. Jako solista i kameralista współpracował i występował w Filharmonii Narodowej w Warszawie, Państwowych Filharmoniach w Łodzi, Poznaniu, Częstochowie, Wrocławiu, Bydgoszczy, Koszalinie, Montreux w Szwajcarii, Markneukirchen w Niemczech. W działalności kameralistycznej sukcesy odnosił z założonym w Filharmonii Narodowej kwartetem puzonowym i kwintetem blaszanym o nietypowym składzie – 2 trąbki i 3 puzony.
W 1958 rozpoczął pracę pedagogiczną w Liceum Muzycznym w Warszawie. Pracował tam do 1963. W 1959 rozpoczął nauczanie na szczeblu akademickim w Wyższej Szkole Muzycznej w Łodzi. Od 1963 był związany z Akademią Muzyczną im. F. Chopina w Warszawie, gdzie w 1973 otrzymał stanowisko docenta, w 1988 profesora nadzwyczajnego, a w 1996 profesora zwyczajnego. Ogółem wykształcił 56 dyplomantów wyższych uczelni artystycznych.
W 1976 został zaproszony na I Międzynarodowy Kongres Instrumentów Dętych Blaszanych do Montreux w Szwajcarii, gdzie jako jeden z siedmiu mistrzów puzonu wygłosił dwa wykłady na temat szkolnictwa muzycznego i polskiej muzyki, oraz wystąpił z recitalem muzyki polskiej. W latach 1985–1988, 1991–1993, 1993–1996 zasiadał w Radzie Wyższego Szkolnictwa Artystycznego. Lata 1982–1990 wypełniła mu wraz z organistą Jerzym Rosińskim działalność koncertowa, głównie zagraniczna – w Niemczech i Holandii. Od 1981 organizował koncerty ekumeniczne, działał na rzecz uczczenia pamięci muzyków Wojska Polskiego poległych na frontach II wojny światowej.
W 1992 otrzymał nagrodę International Trombone Association, wręczoną w Detmold w czasie 21 International Trombone Workshop.
Pochowany 9 listopada 2017 w grobie rodzinnym na Cmentarzu przy kościele Św. Katarzyny przy ul. Fosa 17 w Warszawie.

## Ordery i odznaczenia
- Srebrny Krzyż Zasługi (15 lipca 1954)[3]
- Medal 10-lecia Polski Ludowej (19 stycznia 1955)[5]
- Srebrny Medal „Zasłużony Kulturze Gloria Artis” (1 października 2010)[6]